# Oecetis maira
Oecetis maira is een schietmot uit de familie Leptoceridae. De soort komt voor in het Oriëntaals gebied.